# Gunnar Dillner
Knut Abel Gunnar Dillner, född 10 maj 1875 i Säter, död 16 april 1942 i Stockholm, var en svensk bergsingenjör och industriman. 
Dillner avlade studentexamen i Stockholm 1894, avlade examen från Bergshögskolan vid Kungliga Tekniska högskolan (KTH) 1898 samt studerade vid Polytechnikum i Zürich 1900 och vid Bergsakademien i Freiberg 1903. Han anställdes 1898 vid KTH:s materialprovningsanstalt, var dess föreståndare 1903-07 och tjänstgjorde samtidigt som extra lärare vid KTH i läroämnet metallernas egenskaper. Åren 1907-12 var han anställd i Johnsonkoncernen, de två sista åren som verkställande direktör för Avesta Jernverks AB. Åren 1912-16 var han extra föredragande och tillförordnad byråchef i Kommerskollegium, och arbetade under kristiden som ledamot av krigsförsäkrings- och industrikommissionerna (1914) samt av handelskommissionen (1915). Han fick kommerseråds namn 1915, var samma år delegerad vid svensk-engelska handelsunderhandlingarna samt var ledamot i ett flertal kungliga kommittéer.
Åren 1916-30 var Dillner verkställande direktör för Grängesbergsbolaget (TGO) och Gränges Gruv AB samt LKAB. Han blev ledamot av Ingenjörsvetenskapsakademien 1919 och författade ett stort antal uppsatser och avhandlingar i bergskemiska och metallurgiska frågor i Jernkontorets annaler, Stahl und Eisen och Teknisk tidskrift, vars huvudredaktör han var 1906-07. Han var ordförande i Svenska Teknologföreningen 1908 och i Industriförbundet 1925-27.
Han tillhörde släkten Dillner i Jämtland och var son till fältläkaren Abel Dillner samt sonson till Johan Dillner. Gunnar Dillner var gift tre gånger, först med Astri Maragreta Lucie född Stenberg (1879-1918) dotter till grosshandlare Axel och Lucie Stenberg, sedan Louise och sist med Sigrid Håkansson (1885-1938), dotter till kyrkoherde Gabriel Håkansson i Sköns församling och Sofia född Norberg från Nätra. Sigrid Håkanssons syster Signe var gift med John Fredholm, son till ASEA:s grundare Ludvig Fredholm; en annan syster till henne, Thalmai, var gift med stadsarkitekt Albert Thurdin.